# مقبرة القديسة مريم المجدلية
مقبرة القديسة مريم المجدلية (بالإسبانية: Cementerio Santa María Magdalena de Pazzis) هي مقبرة تعود إلى الحقبة الاستعمارية تقع في مدينة سان خوان القديمة، بورتوريكو. وهي المثوى الأخير للعديد من أبرز المواطنين والمقيمين في بورتوريكو. بدأ البناء في عام 1863 تحت رعاية إجناسيو ماسكارو. تقع المقبرة خارج أسوار حصن سان فيليب ديل مورو أحد أشهر معالم الجزيرة. يبلغ متوسط ارتفاع الجدار 12 مترًا ويتراوح عرضه من 4.6 إلى 6.1 مترًا.. سميت على شرف القديسة ماريا ماجدالينا دي باتزي.
وفقًا لرافائيل رودريغيز قسيس ومدير الخدمات الرعوية في جامعة ديل ساجرادو كورازون الواقعة في منطقة سانتورسي بالعاصمة، فإن موقع المقبرة هو أمر أساسي للإيمان البورتوريكي بالفصل بين الموت والحياة. نظرت الحكومة الإسبانية الاستعمارية في الوقت الذي بدأ فيه بناء المقبرة إلى الموت بخوف لأنه كان لغزًا. لذلك قرروا بناء مقبرة تطل على المحيط الأطلسي لترمز إلى رحلة الروح للعبور إلى الحياة الآخرة.